# Brie Larson
Brie Larson, pseudonimo di Brianne Sidonie Desaulniers (Sacramento, 1º ottobre 1989), è un'attrice e cantante statunitense.
Ha ricevuto grandi consensi per la sua performance di Joy "Ma" Newsom in Room, per il quale, nel 2016, ha vinto l'Oscar alla miglior attrice, il Golden Globe alla migliore attrice in un film drammatico, il BAFTA alla migliore attrice protagonista, un Critics' Choice Awards, uno Screen Actors Guild Award. È anche nota per i ruoli di Molly Tracey in 21 Jump Street (2012), Grace in Short Term 12 (2013), Mason Weaver in Kong: Skull Island (2017) e Captain Marvel nel Marvel Cinematic Universe.
Nel 2019 il Times l'ha inserita fra le 100 persone più influenti del mondo.

## Biografia
Per i suoi studi, Brie Larson è stata la più giovane studentessa dell'American Conservatory Theater. Ha debuttato nei cinema e in televisione sin da bambina, la sua carriera è iniziata nel 1998 con una serie di apparizioni televisive, debuttando al The Tonight Show. Tra il 2001 e il 2002 è tra gli interpreti principali della serie televisiva Raising Dad. Nel 2003 interpreta un ruolo nel film TV Dragster Girls (Right on Track), di Disney Channel. Come cantante nel 2004 ha pubblicato l'album Finally Out of P.E., da cui ha estratto due singoli, e ha firmato contratti con la Universal Records e la Casablanca Records.
La Larson ha ottenuto ruoli più maturi nei film Lo stravagante mondo di Greenberg (2010), Scott Pilgrim vs. the World (2010), 21 Jump Street (2012), Don Jon (2013), The Spectacular Now (2013). Dal 2009 al 2011 è tra gli attori principali della serie televisiva United States of Tara. Ha recitato inoltre in 30 anni in 1 secondo, Sleepover, Hoot e House Broken - Una casa sottosopra. Nel 2013 è protagonista del film Short Term 12, per la cui interpretazione drammatica vince il premio per la miglior interpretazione femminile al Locarno Film Festival.
La Larson è stata lodata per la sua interpretazione nel film Room, pellicola che le ha portato numerosi riconoscimenti tra cui il Golden Globe per la migliore attrice in un film drammatico, uno Screen Actors Guild Award come miglior attrice cinematografica, un BAFTA alla migliore attrice protagonista, un Critics' Choice Award e il Premio Oscar come miglior attrice protagonista, ottenuto alla prima candidatura.
Nel 2016 viene distribuito Free Fire, che parla di una sparatoria avvenuta in un magazzino. Brie Larson ha accettato di partecipare al progetto per portare attenzione sul delicato tema della violenza armata. Sempre nel 2016 viene scelta per vestire i panni, per la prima volta in una pellicola stand-alone del Marvel Cinematic Universe, della supereroina Capitan Marvel (la sesta) alias Carol Danvers nell'omonimo film dei Marvel Studios, poi uscito nel 2019. Nello stesso anno l'attrice ha ripreso il ruolo in Avengers: Endgame.
Nel 2017 esce Kong: Skull Island, reboot della saga di King Kong, in cui interpreta Mason Weaver, una fotogiornalista e attivista per la pace. Ancora nel 2017 l'attrice compare in due film accolti negativamente da critica e pubblico, Il castello di vetro e Basmati Blues. Il film Unicorn Store, nel quale recita e di cui è produttrice oltre che, per la prima volta, regista, viene presentato in anteprima al Toronto International Film Festival. Nel 2019 viene reso disponibile per lo streaming su Netflix. Nel medesimo anno esce Il diritto di opporsi, dove affianca Michael B. Jordan.
Tra i progetti futuri vi sono il ruolo da protagonista in un film biografico su Victoria Woodhull; una serie televisiva sull’agente CIA Amaryllis Fox e un film Netflix basato su imprenditrici donne intitolato Lady Business.
Nel 2021 e nel 2022 riprende il ruolo di Capitan Marvel in un cameo nel film Shang-Chi e la leggenda dei Dieci Anelli e nella miniserie televisiva Ms. Marvel, per poi riprenderlo nuovamente nel film The Marvels, uscito nel 2023.

### Vita privata
Dal 2013 al 2019 ha avuto una relazione con il cantante Alex Greenwald. Dal 2019 ha una relazione con l'attore Elijah Allan-Blitz.

## Filmografia

### Attrice

#### Cinema
- Special Delivery, regia di Kenneth A. Carlson (1999)
- Madison - La freccia dell'acqua (Madison), regia di William Bindley (2001)
- 30 anni in 1 secondo (13 Going on 30), regia di Gary Winick (2004)
- Sleepover, regia di Joe Nussbaum (2004)
- Hoot, regia di Wil Shriner (2006)
- The Beautiful Ordinary, regia di Jess Manafort (2007)
- The Babysitter, regia di David H. Steinberg – cortometraggio (2008)
- House Broken - Una casa sottosopra (House Broken), regia di Sam Harper (2009)
- Just Peck, regia di Michael A. Nickles (2009)
- Tanner Hall - Storia di un'amicizia (Tanner Hall), regia di Francesca Gregorini e Tatiana von Furstenberg (2009)
- Lo stravagante mondo di Greenberg (Greenberg), regia di Noah Baumbach (2010)
- Scott Pilgrim vs. the World, regia di Edgar Wright (2010)
- Treatment, regia di Sean Nelson e Steven Schardt (2011)
- Rampart, regia di Oren Moverman (2011)
- 21 Jump Street, regia di Phil Lord e Chris Miller (2012)
- The Spectacular Now, regia di James Ponsoldt (2013)
- Don Jon, regia di Joseph Gordon-Levitt (2013)
- Short Term 12, regia di Destin Daniel Cretton (2013)
- The Gambler, regia di Rupert Wyatt (2014)
- Un disastro di ragazza (Trainwreck), regia di Judd Apatow (2015)
- Un tranquillo weekend di mistero (Digging for Fire), regia di Joe Swanberg (2015)
- Room, regia di Lenny Abrahamson (2015)
- Free Fire, regia di Ben Wheatley (2016)
- Kong: Skull Island, regia di Jordan Vogt-Roberts (2017)
- Il castello di vetro (The Glass Castle), regia di Destin Daniel Cretton (2017)
- Basmati Blues, regia di Danny Baron (2017)
- Unicorn Store, regia di Brie Larson (2017)
- Captain Marvel, regia di Anna Boden e Ryan Fleck (2019)
- Avengers: Endgame, regia di Anthony e Joe Russo (2019)
- Il diritto di opporsi (Just Mercy), regia di Destin Daniel Cretton (2019)
- Between Two Ferns - Il film (Between Two Ferns: The Movie), regia di Scott Aukerman (2019)
- Shang-Chi e la leggenda dei Dieci Anelli (Shang-Chi and the Legend of Ten Rings), regia di Destin Daniel Cretton (2021) – cameo
- Fast X, regia di Louis Leterrier (2023)
- The Marvels, regia di Nia DaCosta (2023)

#### Televisione
- To Have & to Hold – serie TV, episodi 1x07-1x10 (1998)
- Il tocco di un angelo (Touched by an Angel) – serie TV, episodio 5x20 (1999)
- Popular – serie TV, episodio 1x10 (1999)
- Then Came You – serie TV, episodio 1x08 (2000)
- Raising Dad – serie TV, 22 episodi (2001-2002)
- Dragster Girls (Right on Track), regia di Duwayne Dunham – film TV (2003)
- Hope & Faith – serie TV, episodio 1x0 (2003)
- Ghost Whisperer - Presenze (Ghost Whisperer) – serie TV, episodio 3x11 (2008)
- The Burg – serie TV, episodio 2x01 (2009)
- United States of Tara – serie TV, 36 episodi (2009-2011)
- The League – serie TV, episodi 3x03-3x04 (2011)
- NTSF:SD:SUV:: – serie TV, episodio 2x02 (2012)
- Kroll Show – serie TV, episodi 1x01-2x0 (2013)
- Community – serie TV, episodi 4x08-5x06-5x09 (2013-2014)
- Ms. Marvel – miniserie TV, puntata 1x06 (2022)
- Lezioni di chimica (Lessons in Chemistry) – miniserie TV, 8 episodi (2023)
- The Bear – serie televisiva, episodio 4x7 (2025)

### Doppiatrice
- Scott Pilgrim - La serie (Scott Pilgrim Takes Off) – serie animata, 6 episodi (2023)

### Regista, attrice e produttrice
- Unicorn Store (2019)

## Teatro
- Piccola città di Thornton Wilder, regia di Nicholas Martin. Williamstown Theatre Festival di Williamstown (2010)
- Elettra di Sofocle, trad. Anne Carson, regia di Daniel Fish. Duke of York's Theatre di Londra (2025)

## Discografia

### Album
- 2005 – Finally Out of P.E.

### Singoli
- 2005 – She Said
- 2005 – Life After You
- 2006 – Falling Into History
- 2006 – Shoebox

## Riconoscimenti
- Premio Oscar
  - 2016 – Miglior attrice per Room
- Golden Globe

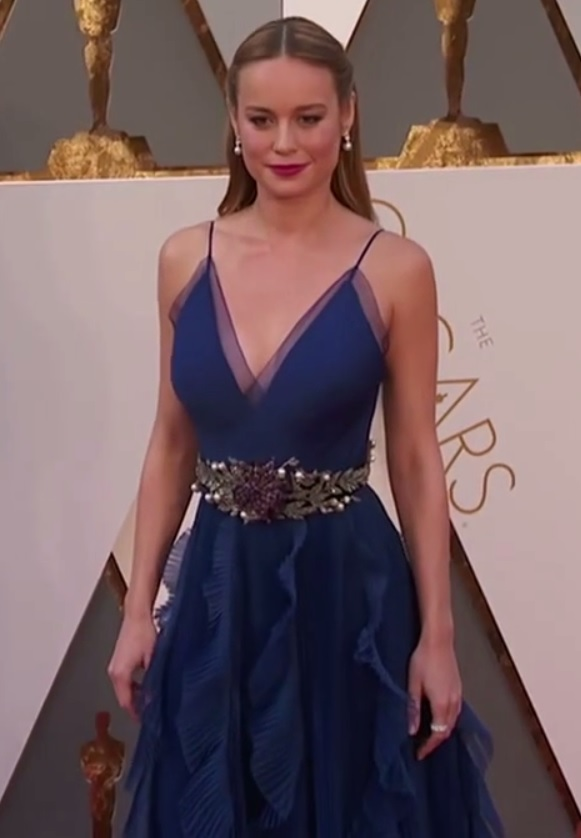
Brie Larson sul red carpet alla cerimonia dei premi Oscar 2016, durante la quale si è aggiudicata il premio Oscar alla miglior attrice per il film Room

  - 2016 – Miglior attrice in un film drammatico per Room
  - 2024 – Candidatura alla miglior attrice in una mini-serie o film per la televisione per Lezioni di chimica
- Premio BAFTA
  - 2016 – Miglior attrice per Room
  - 2016 – Candidatura alla miglior stella emergente
- Premio Emmy
  - 2020 – Miglior programma primetime originale interattivo per The Messy Truth VR Experience
  - 2024 – Candidatura alla miglior attrice protagonista in una miniserie o in un film tv per Lezioni di chimica
- Screen Actors Guild Award
  - 2016 – Miglior attrice cinematografica per Room
- AACTA Award
  - 2016 – Candidatura alla miglior attrice protagonista internazionale per Room
- Satellite Award
  - 2016 – Candidatura alla miglior attrice in un film drammatico per Room

## Doppiatrici italiane
Nelle versioni in italiano delle opere in cui ha recitato, Brie Larson è stata doppiata da:
- Elena Perino ne Lo stravagante mondo di Greenberg, The Spectacular Now, Kong: Skull Island, Unicorn Store, Captain Marvel, Avengers: Endgame, Between Two Ferns - Il film, Shang-Chi e la leggenda dei Dieci Anelli, Ms. Marvel, Fast X, The Marvels, Lezioni di Chimica
- Ilaria Latini in Ghost Whisperer - Presenze, Tanner Hall - Storia di un'amicizia
- Gemma Donati in 21 Jump Street, Il diritto di opporsi
- Eva Padoan in Dragster Girls
- Veronica Puccio in United States of Tara
- Gea Riva in Community
- Perla Liberatori in Scott Pilgrim vs. the World
- Chiara Gioncardi in Rampart
- Ughetta d'Onorascenzo in  Don Jon
- Giorgia Brasini in The Gambler
- Francesca Manicone in Un disastro di ragazza
- Alessia Amendola in Room
- Francesca Leri in Free Fire
- Domitilla D'Amico ne Il castello di vetro

Da doppiatrice è stata sostituita da:
- Perla Liberatori in Scott Pilgrim - La serie